# Freienwil
Freienwil (schweizerdeutsch: ˌfrɛjəˈʋiːl) ist eine Einwohnergemeinde im Schweizer Kanton Aargau. Sie gehört zum Bezirk Baden und liegt rund drei Kilometer nördlich des Bezirkhauptorts Baden.

## Geographie
Das Dorf liegt in einem südlichen Seitental des Surbtals. Das von Süden nach Norden verlaufende Tal bildet eine flache Mulde am Rande des zum Tafeljura gehörenden Siggenbergs. Das Gelände steigt in Richtung Westen zum Hörndli (624 m ü. M.) an, einem Ausläufer des Siggenbergs. Der Büel (526 m ü. M.) bildet die Begrenzung zum östlich angrenzenden Tal von Ehrendingen. Im Süden wird das Tal vom Haselbuck (578 m ü. M.) abgeschlossen, zum Limmattal hin besteht ein schmaler Durchlass. Das Gemeindegebiet wird durch den Rickenbach entwässert, der bei Lengnau in die Surb mündet.
Die Fläche des Gemeindegebiets beträgt 399 Hektaren, davon sind 154 Hektaren mit Wald bedeckt und 39 Hektaren überbaut. Der höchste Punkt liegt auf 624 Metern auf dem Hörndli, der tiefste auf 428 Metern an der nordöstlichen Gemeindegrenze. Nachbargemeinden sind Lengnau im Norden, Ehrendingen im Osten, Ennetbaden im Süden und Obersiggenthal im Westen.

## Geschichte
Das Dorf entstand im 8. Jahrhundert im Zuge der alemannischen Landnahme. Die erste urkundliche Erwähnung von Friginwillare erfolgte im Jahr 1230. Der Ortsname stammt vom althochdeutschen Friginwilari und bedeutet «Hofsiedlung des Freien». Grundbesitzer im Hoch- und Spätmittelalter waren unter anderem die Klöster Einsiedeln, Sankt Blasien und Wettingen. Tatsächlich war der Einfluss der Klöster jedoch gering, denn das Dorf war ein relativ kompakter Twing unter der Kontrolle von Ministerialen aus der Stadt Baden. Diese standen im Dienst der Habsburger, welche die Blutgerichtsbarkeit ausübten.
Die niedere Gerichtsbarkeit befand sich bis 1367 in den Händen der Herren von Rümlang, danach wechselten sich verschiedene Badener Bürger ab, die im abgegangenen Weiherhaus residierten. 1506 konnten sich die Freienwiler für 615 Gulden freikaufen, eine damals ausserordentlich hohe Geldsumme, woraufhin sie das Recht zur selbständigen Abhaltung des Dorfgerichts besassen. Seit der Eroberung des Aargaus durch die Eidgenossen im Jahr 1415 gehörte Freienwil verwaltungstechnisch zum Amt Ehrendingen in der Grafschaft Baden, einer gemeinen Herrschaft. 1798 nahmen die Franzosen die Schweiz ein und riefen die Helvetische Republik aus. Freienwil war zunächst eine Gemeinde im kurzlebigen Kanton Baden, seit 1803 gehört sie zum Kanton Aargau.
Aufgrund der Bevölkerungszunahme verarmte ein Teil der Bewohner, und die wirtschaftliche Entwicklung stockte. Da die Heimarbeit nur geringen zusätzlichen Verdienst einbrachte, sahen sich viele Bauern im 19. Jahrhundert zur Auswanderung gezwungen. Mehr als ein Jahrhundert lang stagnierte die Einwohnerzahl. Erst Mitte der 1950er Jahre begann sie anzusteigen, als das Dorf zunehmend in den Sog der expandierenden Agglomeration Zürich geriet.

## Sehenswürdigkeiten

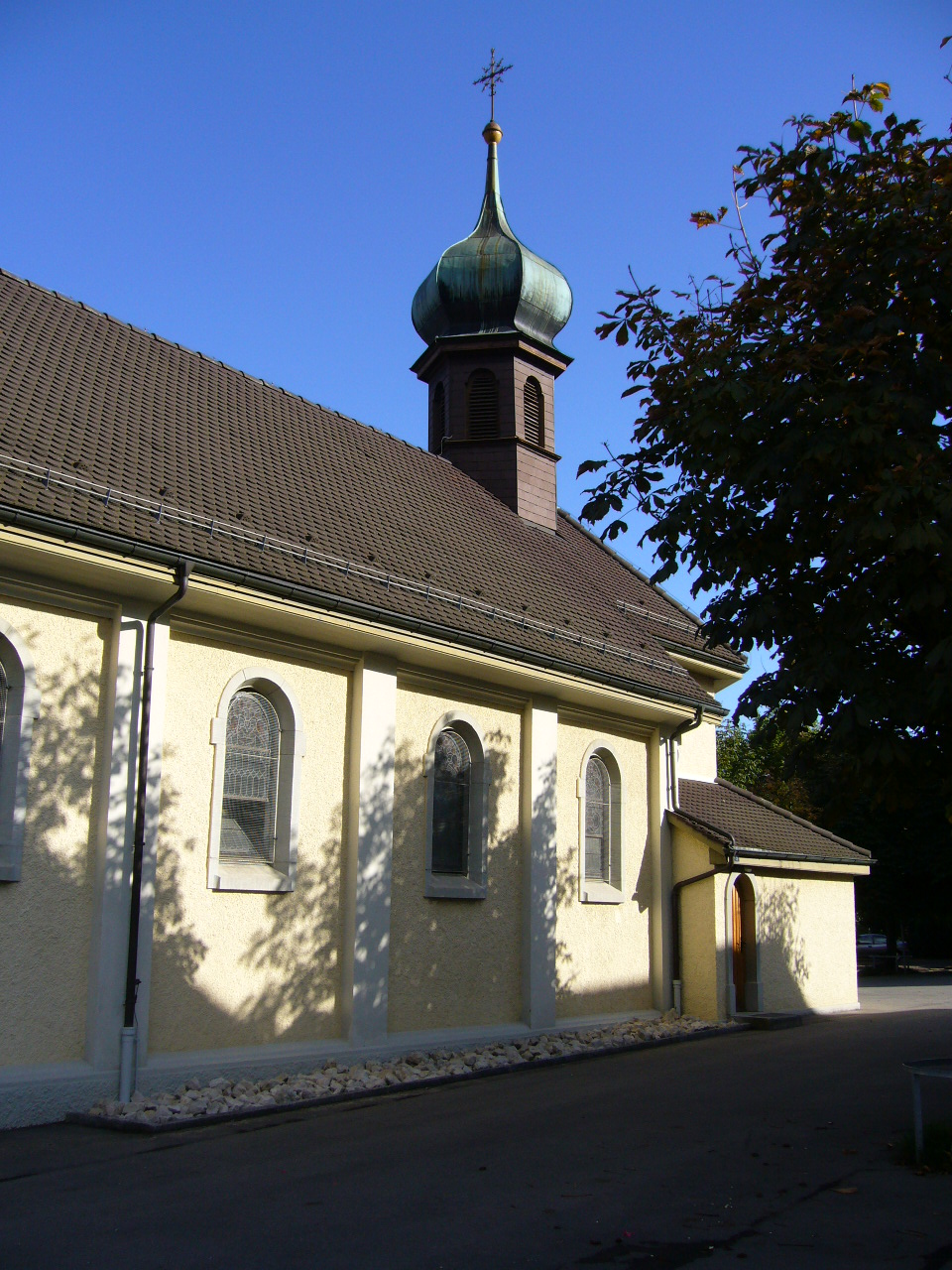
Katholische Kapelle, erbaut 1925

## Wappen
Die Blasonierung des Gemeindewappens lautet: «In Blau gelbe Korngarbe, links begleitet von weisser Sichel mit gelbem Griff.» Das Wappen stellt die landwirtschaftliche Tradition der Gemeinde dar. Es wurde 1928 auf Anregung des örtlichen Männerchors eingeführt.

## Bevölkerung
Die Einwohnerzahlen entwickelten sich wie folgt:
| Jahr      | 1799 | 1850 | 1900 | 1930 | 1950 | 1960 | 1970 | 1980 | 1990 | 2000 | 2010 | 2020 |
| Einwohner | 280  | 506  | 370  | 466  | 416  | 366  | 464  | 489  | 641  | 753  | 918  | 1110 |

Am 31. Dezember 2023 lebten 1116 Menschen in Freienwil, der Ausländeranteil betrug 14,1 %. Bei der Volkszählung 2015 bezeichneten sich 41,4 % als römisch-katholisch und 19,4 % als reformiert; 39,2 % waren konfessionslos oder gehörten anderen Glaubensrichtungen an. 94,2 % gaben bei der Volkszählung 2000 Deutsch als ihre Hauptsprache an, 1,7 % Französisch und 1,5 % Englisch.

## Politik und Recht
Die Versammlung der Stimmberechtigten, die Gemeindeversammlung, übt die Legislativgewalt aus. Ausführende Behörde ist der fünfköpfige Gemeinderat. Er wird im Majorzverfahren vom Volk gewählt, seine Amtsdauer beträgt vier Jahre. Der Gemeinderat führt und repräsentiert die Gemeinde. Dazu vollzieht er die Beschlüsse der Gemeindeversammlung und die Aufgaben, die ihm vom Kanton zugeteilt wurden. Für Rechtsstreitigkeiten ist in erster Instanz das Bezirksgericht Baden zuständig. Freienwil gehört zum Friedensrichterkreis III (Baden).

## Wirtschaft
In Freienwil gibt es gemäss der im Jahr 2015 erhobenen Statistik der Unternehmensstruktur (STATENT) rund 120 Arbeitsplätze, davon 23 % in der Landwirtschaft, 7 % in der Industrie und 70 % im Dienstleistungsbereich. Die meisten Erwerbstätigen sind Wegpendler und arbeiten in den Agglomerationen Baden und Zürich. Freienwil ist vor allem eine Wohngemeinde.

## Verkehr

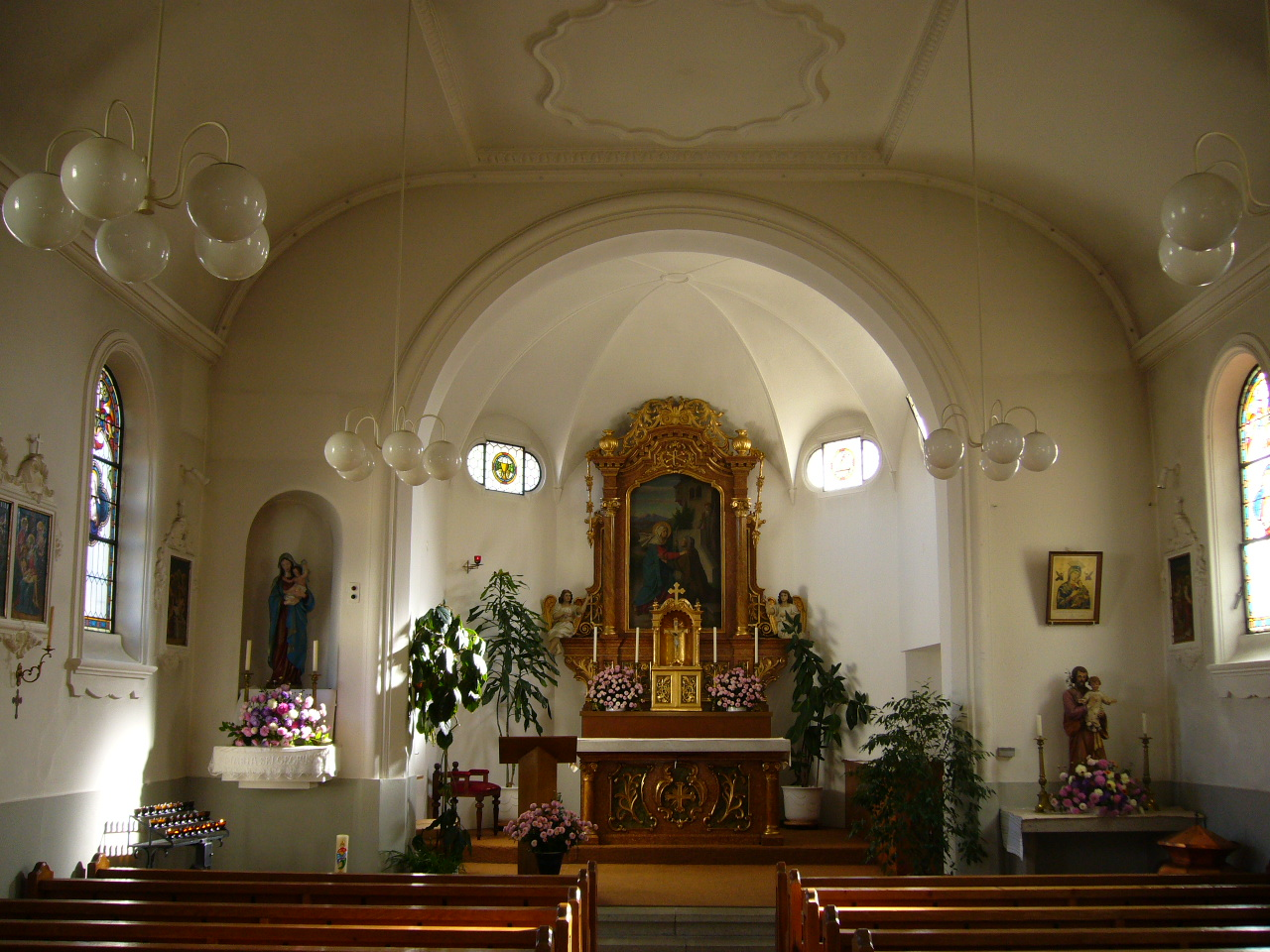
Innenansicht der Kapelle in Freienwil

Freienwil liegt an der wenig befahrenen Kantonsstrasse 427 zwischen Obersiggenthal und Lengnau, von der die Kantonsstrasse 426 nach Oberehrendingen abzweigt. Der Durchgangsverkehr führt zum grössten Teil östlich am Dorf vorbei durch Ober- und Unterehrendingen. Das Dorf wird durch eine Postautolinie vom Bahnhof Baden nach Tegerfelden bedient. An Wochenenden verkehrt ein Nachtbus von Baden über Freienwil und Klingnau nach Bad Zurzach.

## Bildung
Die Gemeinde verfügt über einen Kindergarten und ein Schulhaus, in dem die Primarschule unterrichtet wird. Die Realschule und die Sekundarschule können in Lengnau besucht werden, die Bezirksschule in Endingen. Die nächstgelegenen Gymnasien sind die Kantonsschule Baden und die Kantonsschule Wettingen.

## Persönlichkeiten
- Lydia Benz-Burger (1919–2008), Politikerin, Redaktorin und Feministin

## Sonstiges
Das Dorf und der Freienwiler Wald dienten im Sommer 2015 als Hauptdrehorte für die vierte Staffel der SRF-Krimiserie Der Bestatter. In der Serie heisst das Dorf Morgenthal und liegt bei Aarau.